# Graubalance
Von Graubalance spricht man in der Drucktechnik, wenn unbunte Bildstellen nicht zu bunten Bildstellen umkippen sollen.
Beim Druck kann jeder Tonwert durch bestimmte Anteile von Cyan, Magenta und Gelb wiedergegeben werden. Oft kommt es dabei zu Veränderungen der Anteile. Verändern sich alle drei Farben in die gleiche Richtung, so wird dies vom Betrachter als wenig störend empfunden. Anders ist es, wenn sich die Farben ungleichmäßig oder sogar in gegenläufiger Richtung verändern. 
Darum ist es wichtig, die Farbanteile in der erforderlichen Balance zu halten. Besonders empfindlich reagiert das menschliche Auge auf Veränderungen an Graufeldelementen. Diese Bereiche bestehen aus einem Satz von Tonwerten für Cyan, Magenta und Gelb, die beim Zusammendruck eine unbunte Farbe ergeben. Das aus CMY gebildete dunkle Grau oder Schwarz wird bei Farbschwankungen zu farbstichig. 
Das Ziel ist ein neutrales Grau und ein sattes Schwarz anstatt eines dunklen Brauns. Um zum Beispiel im Offsetdruck die Graubalance nicht zu stören, liegen in mittleren bis dunklen Graus die Tonwerte von Gelb um 2 bis 6 Prozent unter denen von Magenta, wobei gleichzeitig die Werte für Cyan um jeweils 7 bis 8 Prozent darüberliegen. In helleren Graus sind die Tonwert-Unterschiede geringer.
Berechnungsmöglichkeit auf Basis von Magenta = 100 %: Cyan 134,7826 %, Yellow 95,6522 %